# Carlos Carmona Bonet
Carlos Carmona Bonet (ur. 5 lipca 1987 w Palma de Mallorca) – hiszpański piłkarz występujący na pozycji napastnika .